# Приазовське газове родовище
Приазовське газове родовище — належить до Причорноморсько-Кримської нафтогазоносної області Південного нафтогазоносного регіону України.

## Опис
Розташоване у Мелітопольському районі Запорізької області (за 25 км від м. Мелітополя). Утворено в ході південно-західного занурення Приазовського виступу Українського кристалічного щита.

## Історія
Родовище виявлене ще у XIX столітті. Пошуково-розвідувальні роботи здійснювалися у 1929—1936, 1944—1948, 1981—1986 роках. Всього пробурено понад 110 свердловин. Промислова газоносність пов'язана з неогеновою товщею чорних глин з прошарками і лінзами сірих алевролітів, пісків, пісковиків.
Поклади корисних копалин літологічно обмежені і належать до двох глинисто-піщаних горизонтів поблизу покрівлі та підошви нижньосарматських утворень. Мінімальні глибини залягання горизонтів — 88 та 115 м. Висота газових покладів 50-64 м. Будова пачок тонковерстувата. Колекторами є лінзи і прошарки пісків, слабозцементованих пісковиків та алевролітів. Розробка покладів корисних копалин проводилася у 1936—1962 роках. Запаси природного газу початкові видобувні категорій А+В+С1 — 2260 млн м³.